# Photolyase

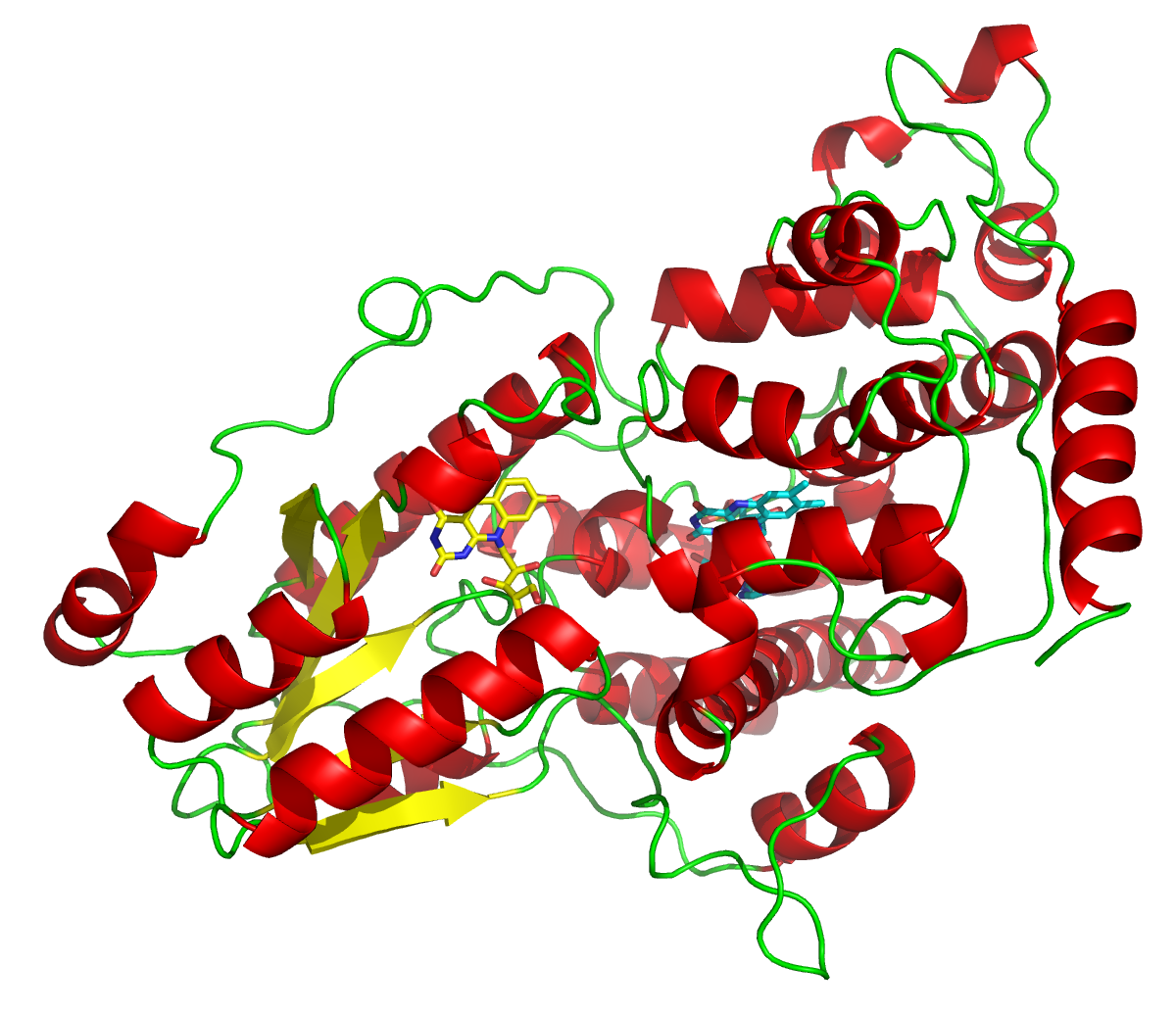
FADH2 (jaune) et 8 HDF (cyan).

La photolyase est une enzyme qui répare certains des dommages causés dans l'ADN par les ultraviolets et en particulier les dimères de thymine ou plus généralement de pyrimidine. La protéine agit sous l'action d'une lumière bleue ou UV proche, qui excite un cofacteur : la flavine réduite. Celle-ci peut alors transférer un électron au dimère de pyrimidines, ce qui entraîne la scission de ce dimère et la réparation de l'ADN. Ce mécanisme très rapide (de l'ordre de la pico seconde) est encore mal connu mais il implique deux photo-réactions bien distinctes :
- La photoactivation sert à mettre le cofacteur FAD de l’enzyme sous la forme doublement réduite (FADH–) à partir de la forme semi-réduite (FADH°, un radical qui est assez stable dans la photolyase). Cette réaction peut être déclenchée par la lumière visible (jusqu’à 680 nm) absorbée par FADH°.
- La photoréparation a lieu lorsque l’enzyme se lie à l’ADN qui porte un CPD (Cyclobutane Pyrimidine Dimère : Liaisons covalentes entre 2 pyrimidines : généré par UV).

. Cette réaction nécessite l’excitation du FADH– par un photon bleu ou proche UV.
La photolyase est présente et fonctionnelle chez les procaryotes. Elle est également présente chez de nombreux eucaryotes, comme les levures, les plantes et la plupart des animaux. Elle n'est pas présente chez les mammifères placentaires, et donc chez l'homme, mais existe en revanche chez les mammifères marsupiaux. De nombreux eucaryotes multicellulaires possèdent de plus une protéine homologue appelée cryptochrome, dépourvue d'activité de réparation de l'ADN, qui est impliquée dans des activités régulatrices photosensibles comme celle influençant les rythmes circadiens.